# جلیل، استان خلیص
جلیل (به عربی: جلیل) یک منطقهٔ مسکونی در عربستان سعودی است که در استان مکه واقع شده‌است.